# Troy Baker
Troy Baker, né le 1er avril 1976 à Dallas au Texas, est un acteur et musicien américain.
Il est surtout connu pour ses rôles de capture de mouvement et de doublage pour des jeux vidéo, interprétant notamment Joel dans The Last of Us (2013) et  The Last of Us Part II (2019), Booker DeWitt dans BioShock Infinite (2013), Samuel Drake dans Uncharted 4: A Thief's End (2016) et The Lost Legacy (2017) ou encore  Higgs Monaghan dans Death Stranding (2019) et Death Stranding 2 (2025).
Il interprète plusieurs personnages dans les jeux Batman: Arkham comme Harvey Dent / Two-Face et l'Arkham Knight, mais également Tim Drake / Robin dans Batman: Arkham City (2011) et le Joker dans Arkham Origin (2013). De plus, il devient Bruce Wayne / Batman dans les jeux Batman (2016-2018) du studio Telltale Games.

## Biographie

### Jeunesse
Il est né à Dallas aux États-Unis. Il a commencé sa carrière d'acteur avec des publicités radio. Par la suite, il a commencé à prêter sa voix dans des œuvres d'animation et des jeux vidéo.

### Carrière
Introduit en 2011 dans le deuxième volet de la franchise de DC Comics Batman: Arkham, à savoir Batman: Arkham City, il interprète Tim Drake / Robin et Harvey Dent / Double-Face.
En 2013, il tient, grâce à la technique de capture de mouvement, le rôle de Joel dans le jeu vidéo d'action-aventure post-apocalyptique The Last of Us de Naughty Dog. Le jeu, ainsi que son duo avec Ashley Johnson, sont acclamés,,.
Autre rôle marquant la même année, il incarne le détective privé Booker DeWitt dans BioShock Infinite. Il reprend le rôle la même année ainsi que l'année suivante, dans l'extension en deux parties Burial at Sea. Enfin, pour la prequelle Batman: Arkham Origins sortie en 2013, il remplace exceptionnellement Mark Hamill dans le rôle du Joker.
En 2014, il tient le rôle principale du Rôdeur Talion dans le jeu Middle-Earth : Shadow of Mordor, d'après les œuvres de la Terre du Milieu de J. R. R. Tolkien.
Tout en reprenant le rôle d'Harvey Dent / Double-Face, il campe en 2015 l'Arkham Knight dans Batman Arkham Knight.
Il retrouve le studio Naughty Dog en 2016 dans le jeu d'action-aventure  Uncharted 4: A Thief's End, qui le voit tenir le rôle de Samuel Drake, le frère disparu de Nathan Drake, le protagoniste de la franchise. Le rôle était à l'origine prévu pour l'acteur Todd Stashwick.
Il tient également le rôle du justicier masqué Batman / Bruce Wayne  dans le jeu vidéo épisodique Batman: The Telltale Series. Il reprend le rôle l'année suivante dans Batman: The Enemy Within. Il reprend également le rôle de Talion dans Middle-Earth : Shadow of War ainsi que celui de Samuel Drake dans Uncharted: The Lost Legacy[réf. nécessaire].
En 2019, il retrouve le personnage de Joel dans The Last of Us Part II. Il tient également le rôle d'Higgs Monaghan dans Death Stranding du studio Kojima Productions. Il avait déjà travaillé avec Hideo Kojima en incarnant Revolver Ocelot, un personnage majeur et récurrent dans la série Metal Gear Solid.
En 2023, il interprète le personnage de James dans la série télévisée The Last of Us (épisode 8).
En janvier 2024, il est annoncé dans le rôle du célèbre aventurier Indiana Jones pour les besoins du jeu vidéo Indiana Jones et le Cercle ancien développé par MachineGames et tiré de la franchise cinématographique Indiana Jones.

### Vie privée
De 2004 à 2006, il a été marié à Kimberly Beck.
Depuis 2012, il est marié à la photographe Pamela Walworth. Le 3 mai 2018, elle donne naissance à leur premier enfant, un fils, prénommé Traveller Hyde.
Ils vivent à Los Angeles.

## Filmographie

### Jeux vidéo

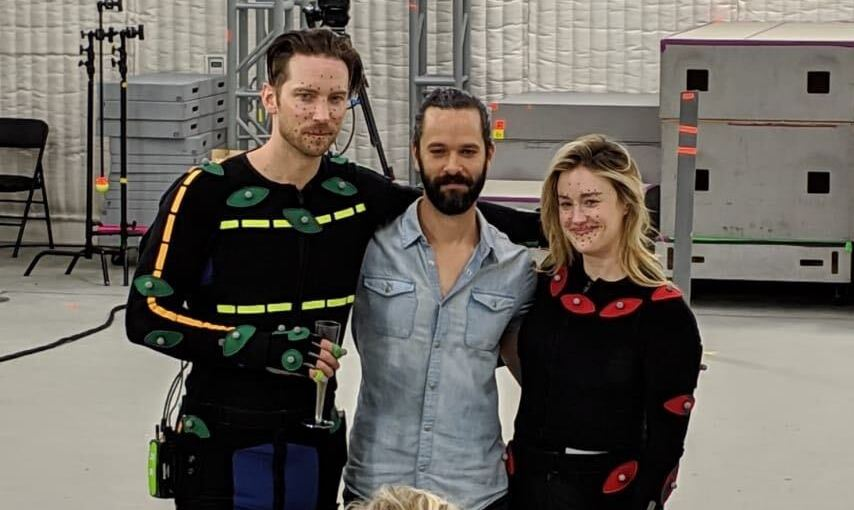
Troy Baker avec Neil Druckmann et Ashley Johnson lors d'une session de capture de mouvement pour The Last of Us Part II.

- 2001 : Silent Hill 2 HD Collection : James Sunderland
- 2003 : Fullmetal Alchemist and the Broken Angel : Outlaw Alchemist
- 2004 : BloodRayne 2 : Severin / Kagan
- 2005 : Æon Flux : Trevor Goodchild / Keller / Svengali / Soldat
- 2005 : Brothers in Arms: Road to Hill 30 : Sergent Matt Baker
- 2005 : Brothers in Arms: Earned in Blood : Sergent Matt Baker
- 2007 : Brothers in Arms: Hell's Highway : Sergent Matt Baker
- 2007 : Metroid Prime 3: Corruption : Plusieurs soldats
- 2007 : Golden Axe: Beast Rider : Axe
- 2007 : Soul Nomad and the World Eaters : Endorph (non crédité)
- 2008 : 007: Quantum of Solace : Voix additionnelles
- 2008 : Persona 4 : Kanji Tatsumi
- 2008 : Soul Eater : White Star
- 2009 : Tales of Vesperia : Yuri Lowell
- 2009 : Final Fantasy XIII : Snow
- 2010 : Naruto Shippūden: Ultimate Ninja Storm 2 : Yamato / Pain
- 2011 : Final Fantasy XIII-2 : Snow Villiers
- 2011 : Catherine : Vincent Brooks
- 2011 : Dead or Alive Dimensions : Ryu Hayabusa
- 2011 : Batman: Arkham City : Tim Drake / Robin et Harvey Dent
- 2011 : Star Wars: The Old Republic : Theron Shan, Zenith
- 2011 : Harley Quinn's Revenge : Tim Drake / Robin
- 2012 : Binary Domain : Charles Gregory
- 2012 : Lego Batman 2: DC Super Heroes : Batman / Two-Face / Sinestro
- 2012 : Mass Effect 3 : Kai Leng
- 2012 : Ninja Gaiden 3 : Ryu Hayabusa
- 2012 : Diablo III : Lyndon le brigand
- 2012 : Infex : Baker
- 2012 : Darksiders II : Draven /
- 2012 : Transformers : La Chute de Cybertron : Jazz / Jetfire / Kickback
- 2012 : Guild Wars 2 : Logan Thackeray
- 2012 : Kid Icarus Uprising : Pyrrhon
- 2012 : Dead or Alive 5 : Ryu Hayabusa
- 2012 : Resident Evil 6 : Jake Muller
- 2012 : Skylanders: Giants : Sunburn / Brock
- 2012 : Marvel Avengers: Battle for Earth : Hawkeye / Loki / Super-Skrull
- 2013 : Batman: Arkham Origins : Joker
- 2013 : Lightning Returns: Final Fantasy XIII : Snow Villiers
- 2013 : Lego Marvel Super Heroes : Loki
- 2013 : The Last of Us : Joel Miller
- 2013 : Injustice : Les Dieux sont parmi nous : Sinestro / Nightwing / Atlantean Soldier
- 2013 : Bioshock Infinite : Booker DeWitt
- 2013 : The Walking Dead: Survival Instinct : Aiden Caroll / Walker
- 2013 : God of War: Ascension : Orkos
- 2013 : Naruto Shippūden: Ultimate Ninja Storm 3 : Pain / Yamato
- 2013 : Sorcery : Dash
- 2014 : La Terre du Milieu : L'Ombre du Mordor : Talion
- 2014 : World of Warcraft: Warlords of Draenor : Gul'Dan
- 2014 : inFamous: Second Son : Delsin Rowe
- 2014 : Call of Duty: Advanced Warfare : Jack Mitchell (capture de mouvement et morphing visage)
- 2014 : Far Cry 4 : Pagan Min
- 2014 : Tales from the Borderlands : Rhys
- 2014 : The Crew : Alex Taylor
- 2015 : Lego Dimensions : Batman
- 2015 : Saints Row 4 : voix du personnage par défaut
- 2015 : Metal Gear Solid V: The Phantom Pain : Ocelot
- 2015 : Batman: Arkham Knight : Jason Todd/Arkham Knight/Red Hood et Harvey Dent/Double Face
- 2016 : Uncharted 4: A Thief's End : Samuel « Sam » Drake
- 2016 : Batman: The Telltale Series : Batman / Bruce Wayne
- 2016 : World of Final Fantasy : Snow Villiers
- 2016 : Star Wars: The Old Republic - Knights of the Eternal Throne : Theron Shan
- 2017 : La Terre du Milieu : L'Ombre de la guerre : Talion
- 2017 : Batman: The Enemy Within : Batman / Bruce Wayne
- 2017 : Uncharted: The Lost Legacy : Samuel « Sam » Drake
- 2018 : God of War: Magni
- 2019 : Catherine: Full Body : Vincent Brooks
- 2019 : Mortal Kombat 11: Erron Black
- 2019 : Death Stranding : Higgs
- 2020 : The Last of Us Part II : Joel Miller
- 2020 : DiRT 5 : AJ
- 2020 : Marvel's Spider-Man: Miles Morales : Simon Krieger
- 2020 : The Pathless : The Godslayer
- 2020 : Fortnite : John Jones
- 2021 : The Medium : La Mâchoire
- 2021 : Far Cry 6 : Pagan Min
- 2024 : Indiana Jones et le Cercle ancien : Indiana Jones
- 2025 :  Death Stranding 2: On the Beach : Higgs[19]
- à venir : Intergalactic: The Heretic Prophet[20]

### Films d'animation
- 2008 : Resident Evil: Degeneration : voix additionnelles
- 2008 : Khan Kluay : Marong, Prince Naresuan jeune, Minchit Sra
- 2012 : Delhi Safari : le tigre
- 2019 : Batman vs. Teenage Mutant Ninja Turtles de Jake Castorena : Batman et le Joker
- 2021 : Batman: The Long Halloween de Chris Palmer : le Joker
- 2021 : Hôtel Transylvanie : Changements monstres (Hotel Transylvania: Transformania) : Cardinal

### Séries d'animation
- 2004-2009 : Détective Conan : Gin / voix additionnelles
- 2005 : Gunslinger Girl : Alfonso / voix additionnelles
- 2005 : Grappler Baki : Katou, Rob Robinson
- 2005 : The Galaxy Railways : Wataru Yuuki
- 2006 : Fullmetal Alchemist : Frank Archer / voix additionnelles
- 2006 : Desert Punk : Makoto / voix addtionnelles
- 2006 : Negima ! Le Maître magicien : Kouga Gennosuke
- 2006 : Trinity Blood : Abel Nightroad
- 2007 : Black Cat : Jenos Hazard
- 2008 : Naruto : Yashiro Uchiha, Renga, Hokushin
- 2008 : Vampire Knight : Akatsuki Kain
- 2008-2010 : One Piece : Helmeppo, Ohm
- 2008-2009 : Code Geass : Schneizel el Britannia
- 2010-2013 : Stitch ! : Ace (Experiment 262)
- 2010-2013 : Generator Rex : Van Kleiss, Biowulf, Roswell et autres
- 2010-2012 : Scooby-Doo : Mystères associés : plusieurs personnages
- 2010-2012 : Avengers : L'Équipe des super-héros (The Avengers: Earth's Mightiest Heroes) : Whirlwind, Grey Gargoyle, Clay Quartermain, Blizzard, Robbie Robertson, Ulik, Michael Korvac, Groot, Major Talbot, Eric O'Grady et autres..
- 2011 : Marvel Anime : Kōichi Kaga / Noah van Helsing
- 2011-2016 : Regular Show : plusieurs personnages dont Dr. Rueben Langer, Park Avenue ou  Klorgbane le Destructeur (14 épisodes)
- 2012 : Persona 4: The Animation : Kanji Tatsumi
- 2012-2016 : Ultimate Spider-Man : Loki, Hawkeye, Montana, Shocker et autres.. (10 épisodes)
- 2013-2019 : Avengers Rassemblement (Avengers Assemble) : Clint Barton / Hawkeye / Loki (93 épisodes)
- 2014-2015 : Hulk et les Agents du S.M.A.S.H. : Loki (saison 1, épisode 19 et saison 2, épisode 20)
- 2014-2017 : Transformers Robots in Disguise : Mission secrète : Steeljaw, Vector Prime.. (19 épisodes)
- 2016-2019 : Les Gardiens de la Galaxie (Marvel's Guardians of the Galaxy) : Loki, Hermod (13 épisodes)
- 2016-2017 : La Ligue des justiciers : Action (Justice League Action) : Hawkman / Katar Hol (5 épisodes)
- 2018-2020 : Baki : Baki / Baki Hanma (31 épisodes)
- 2019 et 2021 : Carmen Sandiego : Dash Haber / Hugo (3 épisodes)
- 2019 et 2021 : American Dad! :  Ernie (saison 14, épisode 8) / Le narrateur (saison 14, épisode 19) / Christoph Waltz et le mari de Jennifer (saison 16, épisode 19)
- 2019-2022 : Amphibia : Grime / voix additionnelles
- 2019 : Young Justice : Brion Markov/Géo-Force, Guy Gardner, Dr Simon Ecks, Blue Devil, R’ess E’dda et voix additionnelles
- depuis 2021 : Dota: Dragon's Blood (en) : Invoker (6 épisodes - en cours)
- 2021 : Rick et Morty : Timmy Timtim (saison 6, épisode 5 et 6)
- 2022 : Love, Death and Robots : Torrin (volume 3, épisode 2 "Mauvais voyage")
- 2022 : Transformers: EarthSpark : Shockwave

### Film
- 2008 : The Imposter (film, 2008) (en) de Daniel Millican : Jérôme
- 2016 : The Phoenix Incident (en) de Keith Arem : Ryan Stone

### Séries télévisées
- 2006 : Laws of Chance : Martin Hannel (1 épisode)
- 2008 : Comanche Moon (mini-série) : Pea Eye Parker
- 2013 : Shelf Life (web-série) : le petit ami (saison 4, épisode 3)[21]
- 2023 : The Last of Us de Neil Druckmann et Craig Mazin : James (épisode 8)

## Discographie

### Albums
- Random Thoughts on a Paper Napkin (2004, avec Tripp Fontaine)
- Sitting in the Fire (en) (2014)
- Moving Around Bias (2017, avec Window to the Abbey)

### Singles
- "Burning Out" (2004, avec Tripp Fontaine)
- "My Religion" (2013)
- "Merry Christmas" (2015)
- "Water into Wine" (2017, avec Window to the Abbey)